# Iver
Iver är en ort och civil parish i Storbritannien.   Den ligger i kommunen Buckinghamshire och riksdelen England, i den södra delen av landet, 26 km väster om huvudstaden London. Iver ligger 25 meter över havet och antalet invånare är 7 492.
Terrängen runt Iver är platt. Runt Iver är det mycket tätbefolkat, med 2 915 invånare per kvadratkilometer. Närmaste större samhälle är Hayes, 5,6 km öster om Iver. Runt Iver är det i huvudsak tätbebyggt.